# اینس گوروچاتگوی
اینس گوروچاتگوی (اسپانیایی: Inés Gorrochategui‎؛ زادهٔ ۱۳ ژوئن ۱۹۷۳) یک تنیس‌باز اهل آرژانتین است.